# Страсберг, Пола
Пола Страсберг (англ. Paula Strasberg, урождённая Перл Миллер (Pearl Miller); 8 марта 1909, Нью-Йорк, Нью-Йорк — 29 апреля 1966, Нью-Йорк, Нью-Йорк) — американская театральная актриса и педагог.

## Биография
Родилась в Нью-Йорке в 1909 году в еврейской семье. В 1927 году состоялся её дебют на Бродвее в постановке «Колыбельная песня», положив начало своей плодотворной театральной карьере, продолжавшейся до конца 1940-х годов. В 1929 году актриса вышла замуж за Гарри Стейна, с которым развелась в 1935 году. Через несколько дней после развода её новым мужем стал театральный режиссёр Ли Страсберг. Вместе с мужем она являлась активным участником Актёрской студии в Нью-Йорке, пожизненным членом которой она являлась. Их двое детей — Джон Страсберг и Сьюзан Страсберг стали актёрами.
В 1952 году Страсберг, с подачи Элиа Казана, попала в чёрный список Голливуда, за то, что якобы вместе с ним в начале 1930-х годов состояла в Компартии США. В 1955 году она стала тренером по актёрскому мастерству, а впоследствии и доверенным лицом Мэрилин Монро. Страсберг стала регулярно присутствовать и на съемочной площадке, и в личной жизни Монро.
Пола Страсберг умерла от рака костного мозга в больнице Бет-Исраэль на Манхэттене 29 апреля 1966 года в возрасте 57 лет.